# Sehnsucht nach Irgendwo
Sehnsucht nach Irgendwo – dwudziesty piąty album niemieckiej grupy Die Flippers, wydany w roku 1993.
Lista utworów
1. Wilde Orchidee – 3:30
2. Sehnsucht nach Irgendwo – 3:31
3. Angelo mio – 3:17
4. Auf der Straße unserer Liebe – 3:19
5. Es ist so schön, daß du da bist – 3:00
6. Ich schenk die mein Leben – 3:26
7. Angelina – 3:32
8. Tanzen unterm Regenbogen – 3:08
9. Weine keine Tränen heut nacht – 3:28
10. Luisa – 3:35
11. Ti amo (Das Lied der verlorenen Herzen) – 3:32
12. Wenn ich morgens aufstehe – 3:28
13. Wenn es Sommer wird in Avignon – 3:32
14. Bis zum Morgen dieser Nacht – 3:03